# Henry Thomas (bokser)
Albert Henry „Harry” Thomas (ur. 1 lipca 1888 w Kings Norton, ob. Birmingham, zm. 13 stycznia 1963 w Nowym Jorku) – brytyjski bokser.
Zdobył złoty medal na letnich igrzyskach olimpijskich w 1908 w Londynie w kategorii koguciej. W finale wygrał z Johnem Condonem.
W 1909 przeszedł na zawodowstwo. Walczył do 1916. W 1911 wyjechał do Stanów Zjednoczonych, gdzie pozostał do śmierci. Wyjechał dwukrotnie, do Australii w 1913 i do Anglii w 1947. Podczas II wojny światowej służył w US Navy. Po zakończeniu wojny otrzymał amerykańskie obywatelstwo.